# (30977) 1995 JJ1
1995 جاي جاي 1 (ويعرف أيضًا باسم (30977) 1995 جاي جاي 1 وفق تسمية الكوكب الصغير) (بالإنجليزية: 1995 JJ1)‏ هو كويكب ضمن حزام الكويكبات؛ وترتيبه 30977 من حيث الاكتشاف.
اكتُشف هذا الجُرم الفلكي بواسطة إيريك والتر إلست في 5 مايو 1995.

## وصلات خارجية
- (30977) 1995 JJ1 في قاعدة بيانات مختبر الدفع النفاث لأجرام النظام الشمسي الصغيرة

- الاكتشاف · مخطط المدار ·  العناصر المدارية · المعلمات المادية

- (30977) 1995 JJ1 على موقع ويكي سكاي: DSS2, SDSS, GALEX, IRAS, Hydrogen α, X-Ray, Astrophoto, Sky Map, Articles and images